# Adrianna Sułek-Schubert
Adrianna Sułek-Schubert (née le 3 avril 1999 à Bydgoszcz) est une athlète polonaise, spécialiste des épreuves combinés.

## Biographie
Septième de l'heptathlon lors des championnats d'Europe juniors 2017, elle décroche la médaille de bronze lors des championnats du monde juniors 2018.
En 2021, elle remporte la médaille d'or de l'heptathlon lors des championnats d'Europe espoirs à Tallinn. Elle participe aux Jeux olympiques de Tokyo et se classe 16e du concours de l'heptathlon.

### Vice-championne du monde en salle et vice-championne d'Europe (2022)
Elle termine deuxième du concours du pentathlon lors des championnats du monde en salle 2022 à Belgrade, derrière la Belge Noor Vidts, établissant à cette occasion un nouveau record de Pologne avec 4 851 pts. Aux championnats du monde en plein air se déroulant en juillet 2022 à Eugene, elle établit un nouveau record national de l'heptathlon avec 6 672 pts mais termine au pied du podium derrière Nafissatou Thiam, Anouk Vetter et Anna Hall. Quelques semaines plus tard, elle obtient la médaille d'argent de l'heptathlon aux championnats d'Europe de Munich avec 6 532 pts, devancée sur le podium par Nafissatou Thiam (6 628 pts).

### Médaillée d'argent aux championnats d'Europe en salle (2023)

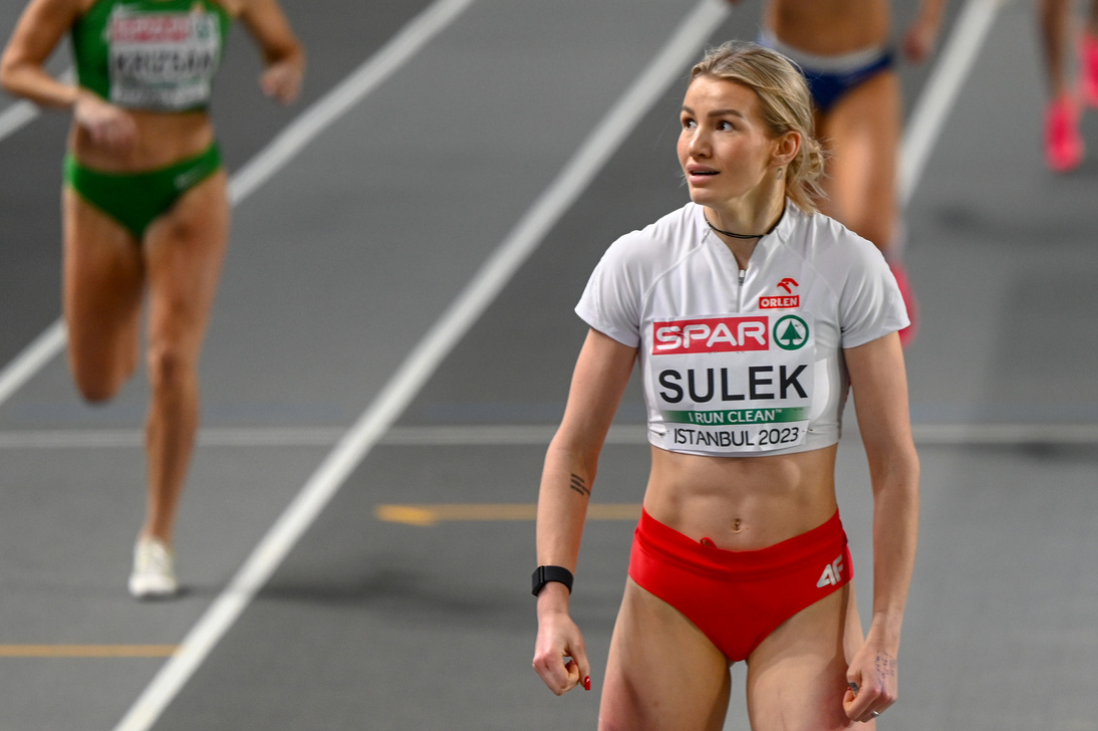
Adrianna Sułek lors des championnats d'Europe en salle 2023.

Lors des championnats d'Europe en salle d'Istanbul en mars 2023, Adrianna Sułek obtient la médaille d'argent du pentathlon derrière la Belge Nafissatou Thiam, qui bat à cette occasion le record du monde de la discipline avec 5 055 pts. La Polonaise fait elle aussi mieux que la précédente meilleure marque mondiale, détenue par l'Ukrainienne Nataliya Dobrynska depuis 2012 (5 013 pts), en totalisant 5 014 pts. Elle améliore quatre records personnels sur cinq épreuves : sur 60 m haies, au lancer du poids, au saut en longueur et sur 800 m.

## Palmarès
| Date | Compétition                    | Lieu     | Résultat | Épreuve    | Marque    |
| ---- | ------------------------------ | -------- | -------- | ---------- | --------- |
| 2017 | Championnats d'Europe juniors  | Grosseto | 7e       | Heptathlon | 5 784 pts |
| 2018 | Championnats du monde juniors  | Tampere  | 3e       | Heptathlon | 5 939 pts |
| 2019 | Championnats d'Europe espoirs  | Gävle    | 6e       | Heptathlon | 5 954 pts |
| 2021 | Championnats d'Europe en salle | Toruń    | 9e       | Pentathlon | 4 231 pts |
| 2021 | Championnats d'Europe espoirs  | Tallinn  | 1re      | Heptathlon | 6 305 pts |
| 2021 | Jeux olympiques                | Tokyo    | 16e      | Heptathlon | 6 164 pts |
| 2022 | Championnats du monde en salle | Belgrade | 2e       | Pentathlon | 4 851 pts |
| 2022 | Championnats du monde          | Eugene   | 4e       | Heptathlon | 6 672 pts |
| 2022 | Championnats d'Europe          | Munich   | 2e       | Heptathlon | 6 532 pts |
| 2023 | Championnats d'Europe en salle | Istanbul | 2e       | Pentathlon | 5 014 pts |
| 2024 | Jeux olympiques                | Paris    | 12e      | Heptathlon | 6 226 pts |

## Records
| Épreuve           | Performance    | Lieu     | Date            |
| ----------------- | -------------- | -------- | --------------- |
| 100 mètres haies  | 13 s 08        | Varsovie | 18 juin 2022    |
| Saut en hauteur   | 1,92 m         | Götzis   | 28 mai 2022     |
| Lancer du poids   | 14,44 m        | Götzis   | 27 mai 2023     |
| 200 mètres        | 23 s 77        | Eugene   | 17 juillet 2022 |
| Saut en longueur  | 6,55 m         | Munich   | 18 août 2022    |
| Lancer du javelot | 42,86 m        | Munich   | 18 août 2022    |
| 800 mètres        | 2 min 07 s 18  | Eugene   | 18 juillet 2022 |
| Heptathlon        | 6 672 pts (NR) | Eugene   | 18 juillet 2022 |

| Épreuve          | Performance    | Lieu     | Date        |
| ---------------- | -------------- | -------- | ----------- |
| 60 mètres haies  | 8 s 21         | Istanbul | 3 mars 2023 |
| Saut en hauteur  | 1,89 m         | Toruń    | 5 mars 2022 |
| Lancer du poids  | 13,89 m        | Istanbul | 3 mars 2023 |
| Saut en longueur | 6,62 m         | Istanbul | 3 mars 2023 |
| 800 mètres       | 2 min 07 s 17  | Istanbul | 3 mars 2023 |
| Pentathlon       | 5 014 pts (NR) | Istanbul | 3 mars 2023 |